# Stefano di Baugé
Stefano di Baugé, in latino Stephanus de Balgiaco (... – Cluny, 1139), è stato un vescovo cattolico francese.

## Biografia
Fu vescovo di Autun dal 1112 al 1136 quando, lasciata la guida della diocesi, si ritirò nell'abbazia di Cluny, dove morì nel 1139.
Fu assistito sul letto di morte da Pietro il Venerabile, che ne scrisse un elogio.
Gli era attribuito il Tractatus de sacramento altaris, et de iis, quae ad varios ecclesiae ministros pertinent, una spiegazione liturgico-ascetica del sacrificio eucaristico basata sugli scritti di Oddone di Cambrai, Amalario di Metz e Ivo di Chartres.